# F. Wöhlert’sche Maschinenbau-Anstalt und Eisengiesserei
Die F. Wöhlert’sche Maschinenbau-Anstalt und Eisengiesserei Actien-Gesellschaft war ein bedeutender Hersteller von Lokomotiven, Werkzeugmaschinen, Eisengusswaren, landwirtschaftlichem Gerät, Dampfwagen und Eisenkonstruktionen im 19. Jahrhundert. Das Unternehmen ging aus der F. Wöhlert’schen Maschinenbau-Anstalt hervor.

## Friedrich Wöhlert

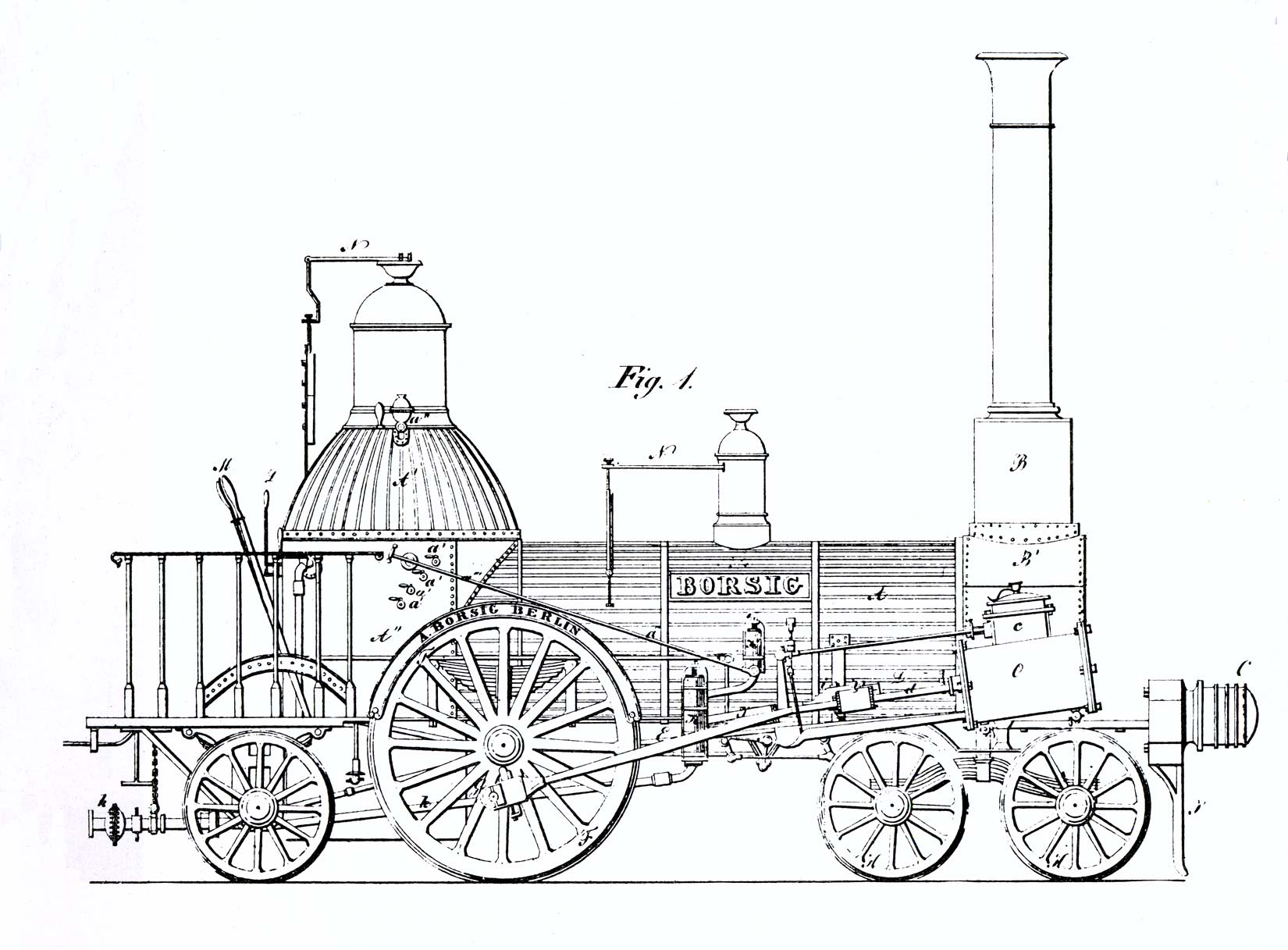
Zeichnung der ersten Dampflokomotive von Borsig (1840)

Johann Friedrich Ludwig Wöhlert (1797–1877) stammte aus Kiel. Er absolvierte eine Lehre als Tischler, ging 1818 nach Berlin und arbeitete bis 1836 für die Neue Berliner Eisengießerei von Franz Anton Egells (1788–1854). Wöhlert war befreundet mit August Borsig (1804–1854), den er hier kennen gelernt hatte. Nachdem sich Borsig 1836 selbstständig gemacht hatte, holte er Wöhlert bald als Werkmeister in die A. Borsig’sche Eisengießerei- und Maschinenbau-Anstalt. Wöhlert war von 1837 bis 1841 hier tätig und auch am Bau der ersten Lokomotive von Borsig beteiligt. Danach übernahm er die Position des Leiters der Berliner Niederlassung der Königlich Preußischen Eisengießerei, ihrerseits eine Tochtergesellschaft der Preußischen Seehandlungs-Societät.

## Unternehmensgeschichte

### F. Wöhlert’sche Maschinenbau-Anstalt

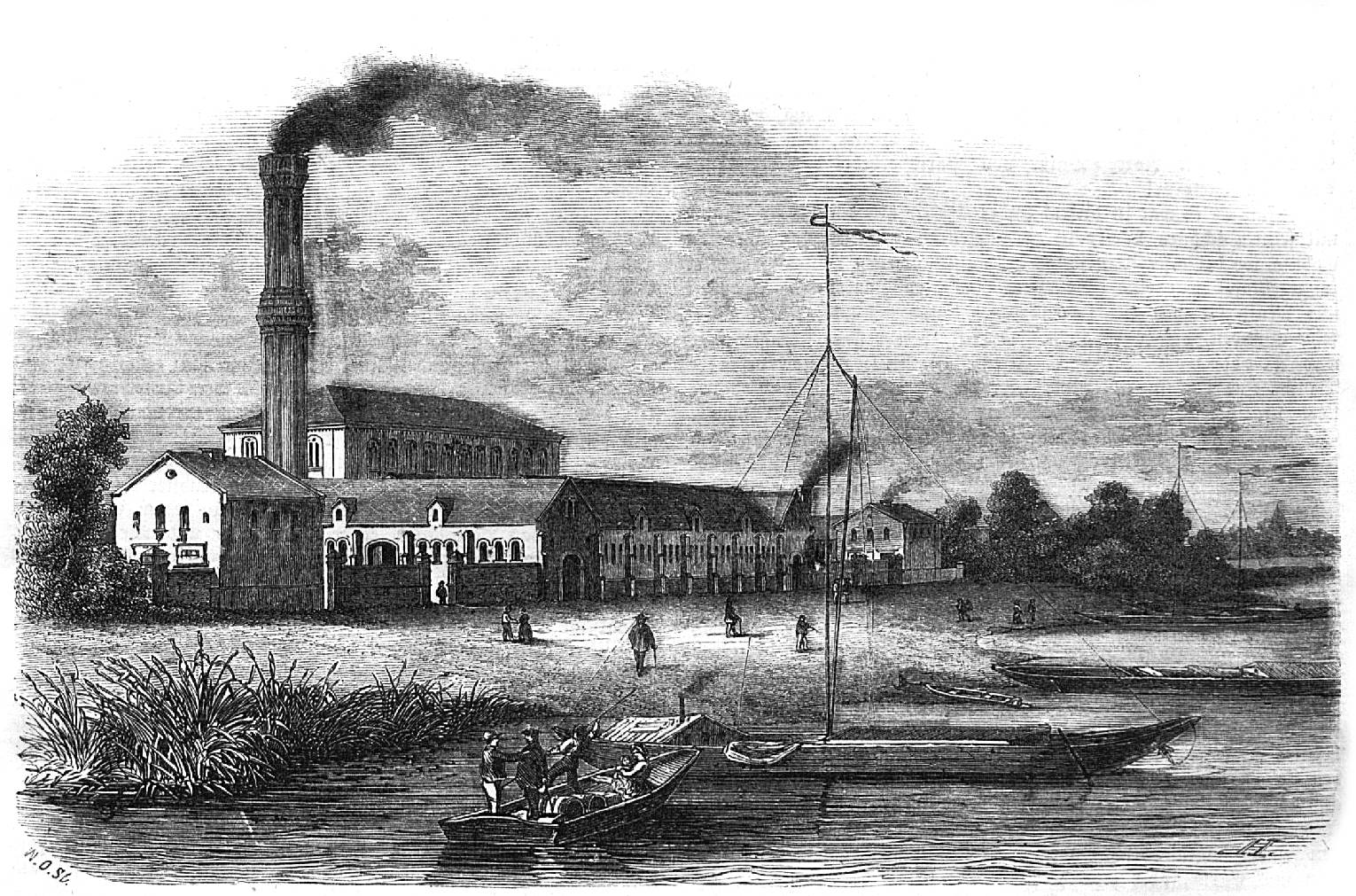
Gebäude der Berliner Wasserwerke mit feuerfestem Dachstuhl, abgebildet 1858 in der Gartenlaube

Das Unternehmen wurde 1842 oder 1843 als F. Wöhlert’sche Maschinenbau-Anstalt gegründet. Das Domizil war an der Chausseestraße, Oranienburger Vorstadt (heute Berlin-Mitte). Das Gebiet wurde vom Volksmund wegen seiner zahlreichen mit Dampf betriebenen Industrieanlagen auch Feuerland genannt. Wöhlerts Maschinenbau-Anstalt befand sich sowohl in der Nähe der Borsig’schen Fabrik (Chausseestraße 1) wie auch der Egells’schen Eisengießerei (Chausseestraße 3–4). 1852 bezog die neu gegründete Eisengießerei und Maschinen-Fabrik L. Schwartzkopff ihr Verwaltungsgebäude an der Chausseestraße 19–20.
Bei der Finanzierung half Wöhlert die Preussische Seehandlungs-Societät, hinter der, wie erwähnt, der preußische Staat stand. Das Unternehmen profitierte also von staatlichen Vergünstigungen. Diese Förderung der Maschinenindustrie wurde vor allem vom Leiter des königlich preußischen Gewerbeinstituts, Christian Peter Wilhelm Friedrich Beuth (1781–1853), vorangetrieben, der zuvor auch Egells und andere unterstützt hatte. Preußen versprach sich davon den Anschluss an die damals führende britische Dampftechnologie; bei Egells zeigt sich, dass man dabei auch vor Industriespionage nicht zurückschreckte.
Zunächst wurden bei Wöhlert Werkzeugmaschinen, Dampfmaschinen, dampfbetriebene Pumpen, Dampfhämmer, Kräne, Mühleneinrichtungen und Destilliergeräte hergestellt. Mit der Eröffnung einer eigenen Eisengießerei 1844 kamen auch Eisenkonstruktionen hinzu. 1846 nahm der erste eigene Dampfhammer den Betrieb auf und bereits im folgenden Jahr wurde ein weiterer eingeweiht. Nun konnten auch Gussstücke im Auftrag, Reedereibedarf, ganze Brückenteile und feuerfeste Dachkonstruktionen gefertigt werden. Sogar gusseiserne Kanonen, Sägemühlen und Eisenbahnbedarf wie Weichen oder Drehscheiben verließen zeitweilig das Wöhlert-Werk.
1850 wurde eine Landmaschinenproduktion angegliedert, die an der Chausseestraße 50 untergebracht und von G. Beermann geleitet wurde. Wöhlert hatte auch in diesem Bereich ein breites Angebot vorzuweisen.
Ein eindrückliches Beispiel für Wöhlert’sche Eisenkonstruktionen muss der feuerfeste Dachstuhl des 1856 eingeweihten Neubaus der Berliner Wasserwerke am Stralauer Tor gewesen sein, dessen Pumpen mit Dampfkraft betrieben wurden. Bei Wöhlert entstand aber auch Eisenkunstguss für Bürgerhäuser oder Sakralbauten, etwa das Kreuz der Kirche von Hangelsberg (Brandenburg), wo Friedrich Wöhlert seinen Sommersitz hatte.

### Lokomotiven

Wöhlert Schnellzuglokomotive 2A der
Hannoverschen Staatsbahn, Betriebsnummer 136 (1855)

Natürlich wollte auch Friedrich Wöhlert Lokomotiven bauen, sobald er die Möglichkeit dazu bekam. 1844 begann die Produktion von Schlepptendern und ab 1846 übernahm Wöhlert Aufträge zur Modernisierung und Wartung von Lokomotiven.
1848 verließ die »Marschall Vorwärts« (benannt nach dem Fürsten Gebhard Leberecht von Blücher) als erste das Werk. Abnehmer dieser Dampflokomotive vom Typ Crampton mit der Achsfolge 1A1 war die Mecklenburgische Eisenbahngesellschaft.
Die zweite Lok entstand erst 1851. In diesem Jahr kam Hermann Gruson (1821–1895) als Oberingenieur in die Lokomotivabteilung. Bis 1853 entwarf er Lokomotiven mit der Achsfolge 1A1, 2A (Crampton), 1B und vor allem C. Unter Gruson war auch der spätere Maschinenbauunternehmer Rudolf Ernst Wolf (1831–1910) als Volontär beschäftigt und unter anderem im Lokomotivbau tätig.
Wöhlert spezialisierte sich auf normalspurige und leistungsstarke Lokomotiven. Der Verkauf dieser hochwertigen, aber gegenüber Konkurrenzprodukten, etwa von Borsig, zu teuren Lokomotiven verlief schleppend. Es scheint, dass sich Wöhlert deshalb von Gruson und seinen engeren Mitarbeitern (wie Wolf) trennte. 1857 konnte keine einzige Lok verkauft werden.
Wöhlert entwickelte ein Verfahren zum Verschweißen schmiedeeiserner Räder und fand dafür einen Markt. Zudem produzierte das Unternehmen Räder für Waggon-Hersteller ohne eigene Gießerei.
Die Krise in den 1850er Jahren konnte überwunden werden und ab 1860 verkauften sich die Lokomotiven in zunehmender Zahl. Wöhlert beschäftigte 1864 rund 800 Arbeiter, um 1870 waren es über 1000. In diesem Jahr wurden 90 Lokomotiven produziert. Im Schnitt entstand zwischen 1870 und 1873 jeden zweiten Tag eine neue Lokomotive. Die größte Stückzahl, je nach Quelle 130 oder 151 Exemplare, verließ 1874 das Werk. Beschäftigt waren nun rund 2000 Mitarbeiter. Wöhlert-Loks wurden in den kommenden Jahren auch nach Russland und Österreich verkauft.

### Absatzschwierigkeiten

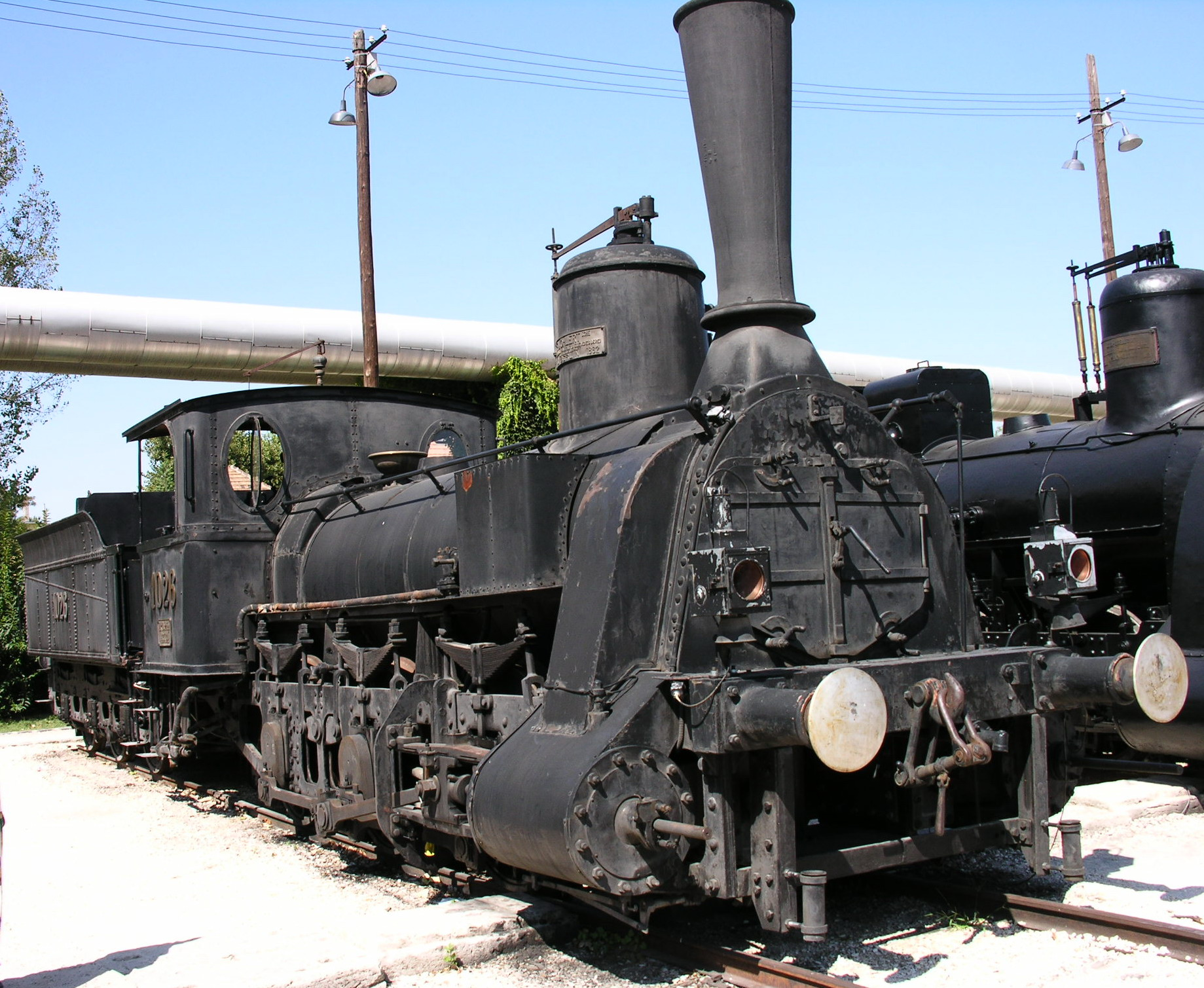
Wöhlert Lokomotive der Ungarischen Staatsbahn (MAV 341.012) im Bahnpark Budapest, wahrscheinlich 1882 ausgeliefert. Aufnahme von 2007

Nach diesen Spitzenzeiten kam es neuerlich zu einem starken Absatzeinbruch im Lokomotivbau. Bereits 1876 wurde die Produktion zurückgefahren und Kurzarbeit eingeführt.
Bis zur Einstellung der Lokomotivproduktion 1882 entstanden noch 94 Lokomotiven; 1880 wurde nur eine einzige gebaut, 1881 wahrscheinlich gar keine. 1882 scheinen immerhin zehn Lokomotiven an die Ungarische Staatsbahn ausgeliefert worden zu sein.
Angaben zu den Fabriknummern 712–727 sind nicht überliefert. Außer für Lokomotiven können diese Nummern auch für andere Produkte, etwa aus der noch 1880 erworbenen Elbinger Waggonfabrik in Elbing (Ostpreußen) verwendet worden sein. Wöhlert experimentierte auch mit schienenlosen Dampfwagen, überwiegend nach einem französischen Patent.

### Aktiengesellschaft und „Gründungsschwindel“

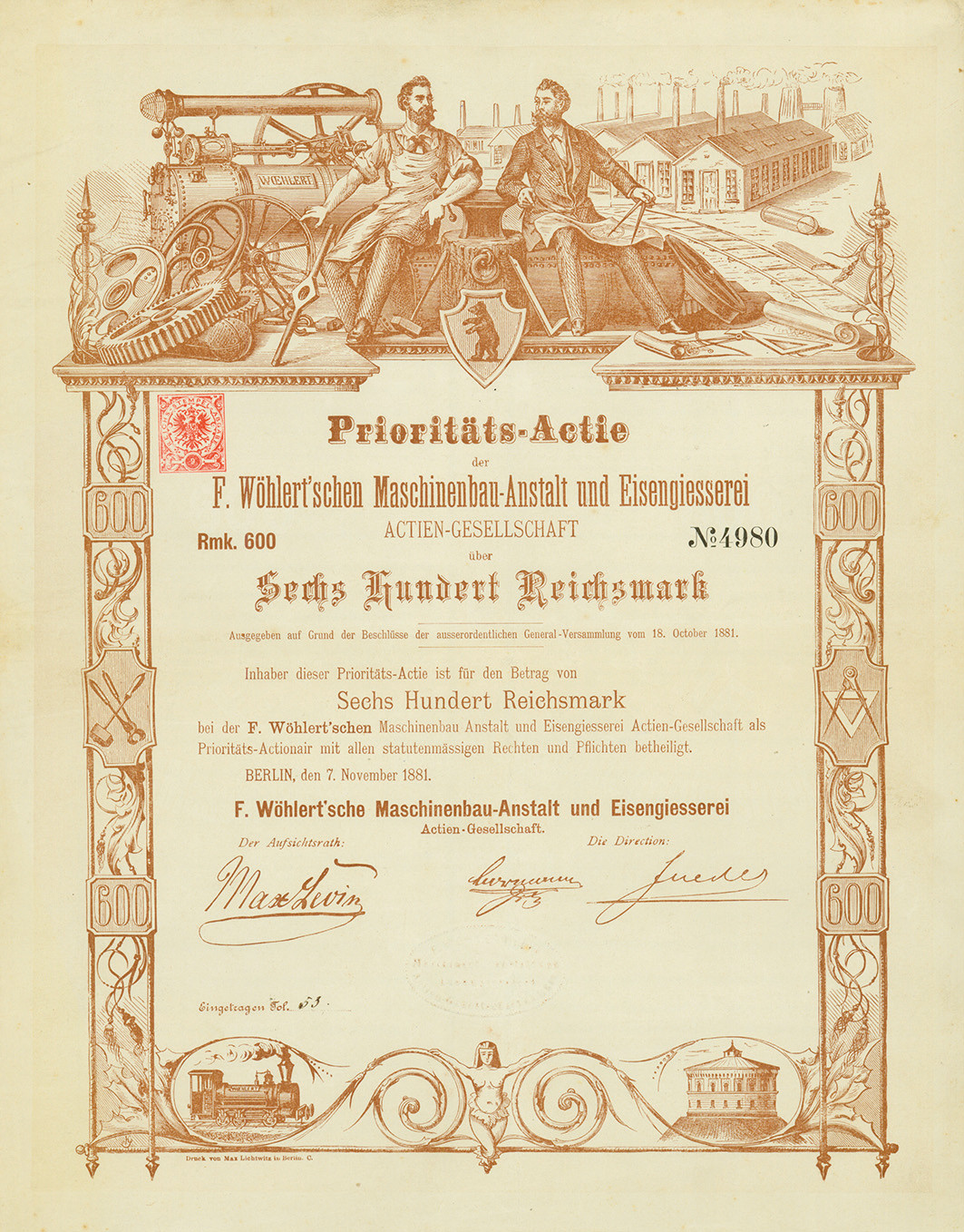
Prioritäts-Aktie über 600 RM der F. Wöhlert’sche Maschinenbau-Anstalt und Eisengiesserei AG vom 7. November 1881

1870, also zu Beginn der Hochindustrialisierung in Deutschland, war im Königreich Preußen ein gelockertes Aktienrecht in Kraft getreten. Dies löste in Verbindung mit einer Geldflut aus Reparationszahlungen Frankreichs nach dessen Niederlage im Krieg von 1870/1871 und einer allgemeinen wirtschaftlichen Euphorie einen wahren Boom von „Gründungen“ aus. Damit wurde die formal legale Reorganisation eines bestehenden Unternehmens als Aktiengesellschaft (AG) bezeichnet. Allein in Preußen wurden zwischen 1871 und 1872 etwa 780 Aktiengesellschaften „gegründet“, weit mehr als doppelt so viele wie zwischen 1790 und 1870. Oft werden diese Praktiken mit dem „Eisenbahnkönig“ Bethel Henry Strousberg (1823–1884) in Verbindung gebracht; im „Fall“ Wöhlert ist kein direkter Bezug nachgewiesen, die angewendeten Methoden ähnelten sich jedoch.
Das revidierte Aktiengesetz von 1870 wies einige schwerwiegende Mängel zum Nachteil der Anleger auf. Skandale ließen nicht lange auf sich warten. In der Summe waren die unseriösen „Gründungen“ auch volkswirtschaftlich schädlich, weil der Handel mit diesen Papieren den Wert der Gesellschaften künstlich aufblähte und eine Spekulationsblase entstand. Letztlich waren sie eine der Ursachen für den Gründerkrach von 1873, mit einer darauf folgenden, langen Wirtschaftskrise, genannt die Große Depression.
Von dieser Art Beutelschneiderei war 1872 auch die F. Wöhlert’sche Maschinenbau-Anstalt und Eisengiesserei betroffen. Friedrich Wöhlert, mittlerweile 75 Jahre alt, gesundheitlich angeschlagen und ohne Nachfolger, hatte in den Verkauf seines Unternehmens eingewilligt. Als „Vorkäufer“, also Investoren, die das Unternehmen zum Zweck erwarben, es in eine Aktiengesellschaft umzuwandeln, traten die einschlägig bekannten Hermann Geber und Consorten auf. Sie bezahlten einen offenbar stark überhöhten Preis für das Unternehmen und Friedrich Wöhlert zeigte sich danach großzügig:

„Gewisse Verkäufer, wie Wöhlert und Andere, ließen vor Freude über die ungeheuere Kaufsumme, welche ihnen zugefallen; Beträge bis 50,000 Thaler und mehr unter ihre früheren Beamten und Arbeiter vertheilen.“

Geber und Consorten brachten im Februar 1872 den zu dieser Zeit immer noch gut gehenden Betrieb mit Hilfe von Richard Schweder, dem Vorstandsvorsitzenden der Preußischen Boden-Credit-Actien-Bank, an die Börse. Die neuen Eigentümer legten Aktien im Nominalwert von fast zehn Millionen Mark auf. Das war noch einmal deutlich mehr als sie selber für das Unternehmen bezahlt hatten. Üblicherweise erhielt auch der mit dem Börsengang beauftragte Bankier eine hohe „Entschädigung“ für seine Bemühungen, die ebenfalls durch die Aktienkäufe aufgebracht wurde. Es überrascht nicht, dass die Manipulationen um diese Wertpapieremission dazu führten, dass der Nominalwert aller ausgegebenen Aktien den Wert des „gegründeten“ Unternehmens beträchtlich überstieg. Begleitet wurde das Spekulationsgeschäft von einem bis ins Detail ausgefeilten Emissionsprospekt und von Marketingmaßnahmen wie einer gesteuerten, wohlwollenden Berichterstattung in den Zeitungen.
Ob auch bei Wöhlert, wie in vielen anderen Fällen zuvor, versucht wurde, die Aktien auch noch über pari zu platzieren, ist nicht bekannt. Jedenfalls verlief diese „Gründung“ ganz und gar nicht reibungslos. Aufgelegt in einer Zeit, in welcher der Aktienhandel noch blühte und es regelmäßig zu Überzeichnungen kam, hatte Geber bereits Mühe gehabt, die Wöhlert-Aktien abzusetzen. Von Ende 1874 bis Ende 1875 berichtete der Journalist Otto Glagau (1834–1892) in einer kritisch-bissigen Artikelserie für die Zeitschrift Die Gartenlaube über den Gründerschwindel, seine Akteure und die volkswirtschaftlichen Auswirkungen. Dabei nannte er mehrfach auch die Wöhlert-Emission; diese wurde nicht zuletzt deswegen auch ein Fall für die Justiz. Die Staatsanwaltschaft nahm gegen den Verfasser des Emissionsprospekts Ermittlungen auf. Ins Visier geriet auch der prominente Anwalt und Reichstagsabgeordnete Karl Joseph Wilhelm Braun (1822–1893), dessen Name ebenfalls von Glagau ins Spiel gebracht worden war. und der gemäß dieser Quelle an etlichen weiteren „Gründungen“ beteiligt war. Keiner der Unterzeichner des Emissionsprospekts oder anderweitig an der Ausgabe der Wöhlert-Aktien Beteiligten wurde letztlich zur Verantwortung gezogen; im Falle des Emissionsprospekts „einigte“ man sich darauf, dass ein bereits Verstorbener die Verantwortung getragen hätte. Im Nachhinein erwies sich der „Fall Wöhlert“ als einer der bedeutenderen „Gründer“-Skandale.

### Weitere Schwierigkeiten
Friedrich Wöhlert blieb nach dem Verkauf seines Unternehmens für kurze Zeit Aufsichtsratsvorsitzender. Nach dem Börsengang hielt der Aufschwung des Unternehmens nur noch kurze Zeit an. Als er 1877 verstarb, befand es sich bereits in einem Abwärtstrend, der sich noch dramatisch verschärfen sollte. Es kam zu Kurzarbeit in Teilen der Produktion, von der 450 Arbeiter betroffen waren.
Ein leichter Aufschwung ab 1879 im Nachgang zum Gründerkrach kam zu spät für das Unternehmen, das sich 1879 mit einem Insolvenzverfahren konfrontiert sah. Anfang 1880 wurde eine Anleihe aufgelegt, um das Unternehmen umzuschulden und neue Geschäftsfelder zu bedienen. Der Erfolg war mäßig, erlaubte aber immerhin eine vorläufige Fortsetzung der Produktion. Der Geschäftsgang erreichte im gleichen Jahr seinen Tiefpunkt, als nur eine einzige Lokomotive verkauft werden konnte und der Umsatz auf nur noch 115 000 Mark einbrach. Bereits 1876 war die Nachfrage nach Wöhlert-Lokomotiven so gering, dass deren Herstellung zurückgefahren wurde. Bis 1882 wurden noch 94 Loks ausgeliefert. Zehn davon gingen noch 1882 an die ungarische Staatsbahn.

### Dampfwagen Lizenz Amédée Bollée père

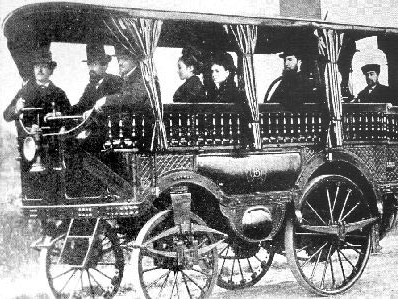
L’Obéissante von Amédée Bollée père mit zwei Zweikolben-Dampfmaschinen und einem Gewicht von 4 Tonnen (1873–1875)

Zu den erwähnten Versuchen, das Unternehmen durch Diversifizierung aufzufangen, gehörten die 1879 aufgenommene Herstellung von landwirtschaftlichen Gerätschaften und, bereits ab 1878, Versuche mit schienenlosen Dampfwagen, die in Lizenz nachgebaut werden sollten. Ab spätestens 1879 experimentierte man bei Wöhlert mit Wagen des französischen Dampfpioniers Amédée-Ernest Bollée (1844–1917). Dieser war ein in seiner Heimat geachteter Glockengießer, Fabrikant und Erfinder, der in Abgrenzung zum auf gleichem Gebiet tätigen, nicht minder erfolgreichen Sohn Amédée-Ernest-Marie Bollée (1867–1926) auch als Amédée Bollée (Vater) bekannt ist. Auch der zweite Sohn Léon (1870–1913) war später ein erfolgreicher Automobilfabrikant.

#### Le Cordier
Im Oktober 1875 hatte Bollée Vater mit der Fahrt der L’Obéissante („die Gehorsame“), dem ersten von ihm gebauten Dampfwagen, von Le Mans nach Paris beträchtliches Aufsehen erregt. Für diese Strecke von etwa 210 km hatte er nur 18 Stunden benötigt. Bollée lernte in Paris den Ingenieur Léon Le Cordier kennen. Es kam zu einer geschäftlichen Beziehung; Le Cordier erwarb für seine Société Fondatrice die Nutzungsrechte am Antrieb der L’Obéissante für die meisten kontinentaleuropäischen Staaten. Dazu knüpfte er Kontakte zur Österreichisch-Ungarischen Monarchie. Amédée Bollée führte seine Dampfdroschke sogar Kaiser Franz Joseph (1830–1916) samt Hofstaat vor. Trotz eines triumphalen Erfolgs der Werbeveranstaltung in Wien blieb eine Vermarktung aus. Es ergaben sich indes über den Berliner Geschäftsmann Berthold Arons aus der bekannten Bankiersfamilie Arons neue Möglichkeiten im Königreich Preußen. Im August 1880 reiste Le Cordier mit zwei Dampfwagen nach Berlin: der sechssitzigen, offenen La Mancelle („die aus Le Mans“) und einer schweren Zugmaschine mit sowohl zivilen wie auch militärischem Einsatzmöglichkeiten, genannt L’Élisabeth.
Es folgte eine Reihe von erfolgreichen Vorführungen vor großem Publikum samt Mitgliedern der kaiserlichen Familie. Bereits im September wurde zwischen Wöhlert, Le Cordiers Société Fondatrice und dem Privatbankhaus Gebrüder Arons eine Vereinbarung über die Entwicklung von Dampfwagen unter Verwendung der Bollée-Patente unterzeichnet. Hauptziel war es, Omnibusse für Fernverbindungen von Berlin zu Metropolen im Osten zu entwickeln. Es ist anzunehmen, dass die Zugmaschine L’Élisabeth entsprechend weiterentwickelt werden sollte.
Berthold Arons und Le Cordier gründeten außerdem die Centrale Dampfwagengesellschaft, die weitere Bollée-Patente in Deutschland, Russland und anderen europäischen Staaten auswerten sollte. Geplant war auch der Betrieb von Mietdroschken mit Dampfantrieb. Die „Bollée-Wöhlert Dampf-Kraftdroschke“ war ein Nachbau von Bollées La Mancelle, die Bollée unabhängig davon weiterhin in Frankreich und dem Vereinigten Königreich anbot. Er hatte deshalb die Nutzungsrechte für diese Staaten zurückbehalten. Ein Verkaufskatalog von 1881 mit dem Titel Das Neue Dampf-Fortbewegungs-System, Erfunden Von Amadeus Bollee in Le Mans erwähnt die Einführung des Fahrzeugs durch Gebrüder Arons, Banquiers Zu Berlin und die Wohlert’sche Maschinenbau-Anstalt. Die Existenz dieses Katalogs legt nahe, dass nicht nur eine Produktion im Auftrag der Centralen Dampfwagengesellschaft gedacht war, sondern dass die Dampfdroschke auch auf dem Markt angeboten werden sollte.

#### Wöhlert-Bollée Dampfdroschke

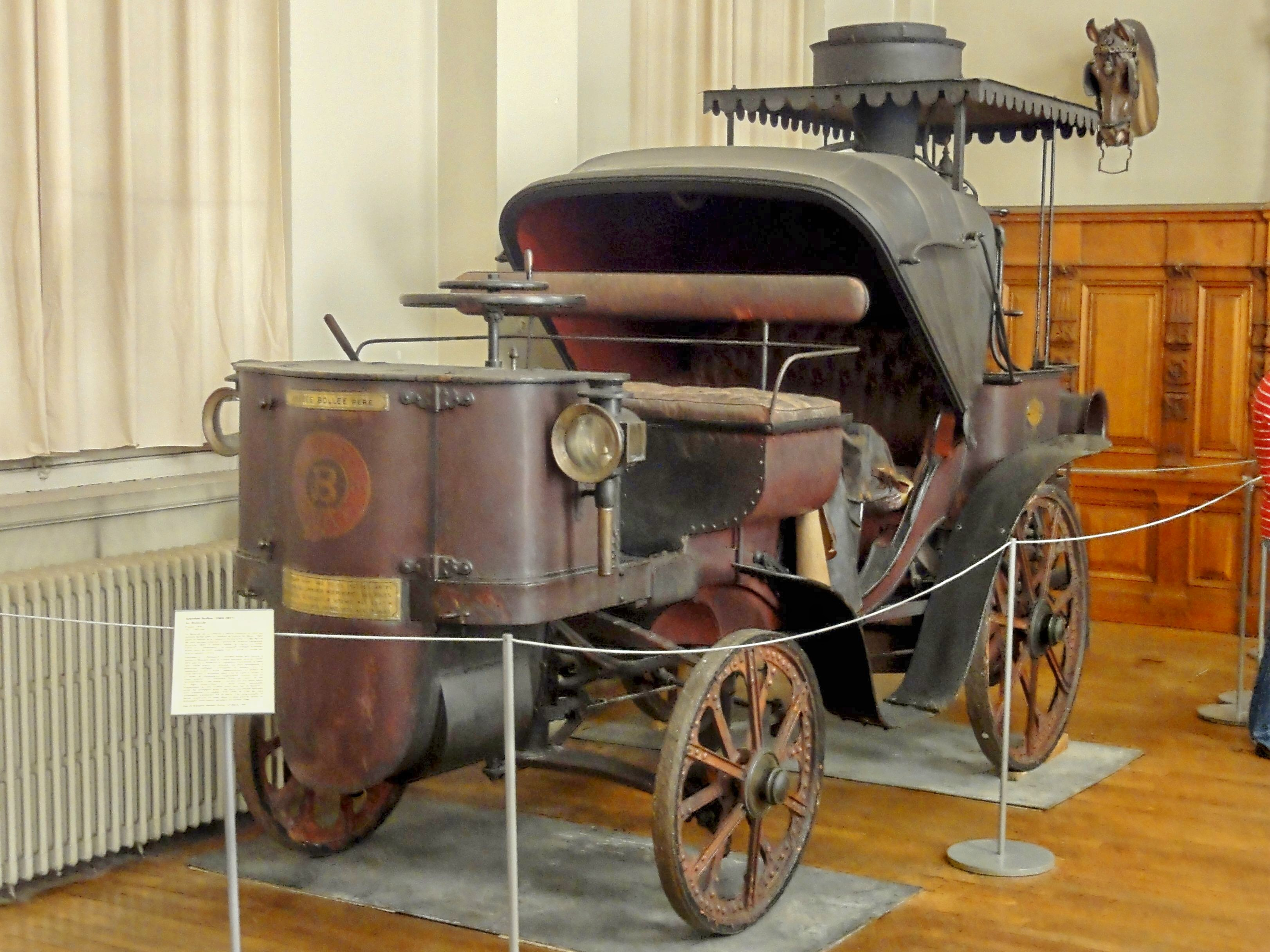
Amédée Bollée père La Mancelle (1878), Karosserie Typ Calèche. Blick von schräg vorn auf den Fahrersitz.

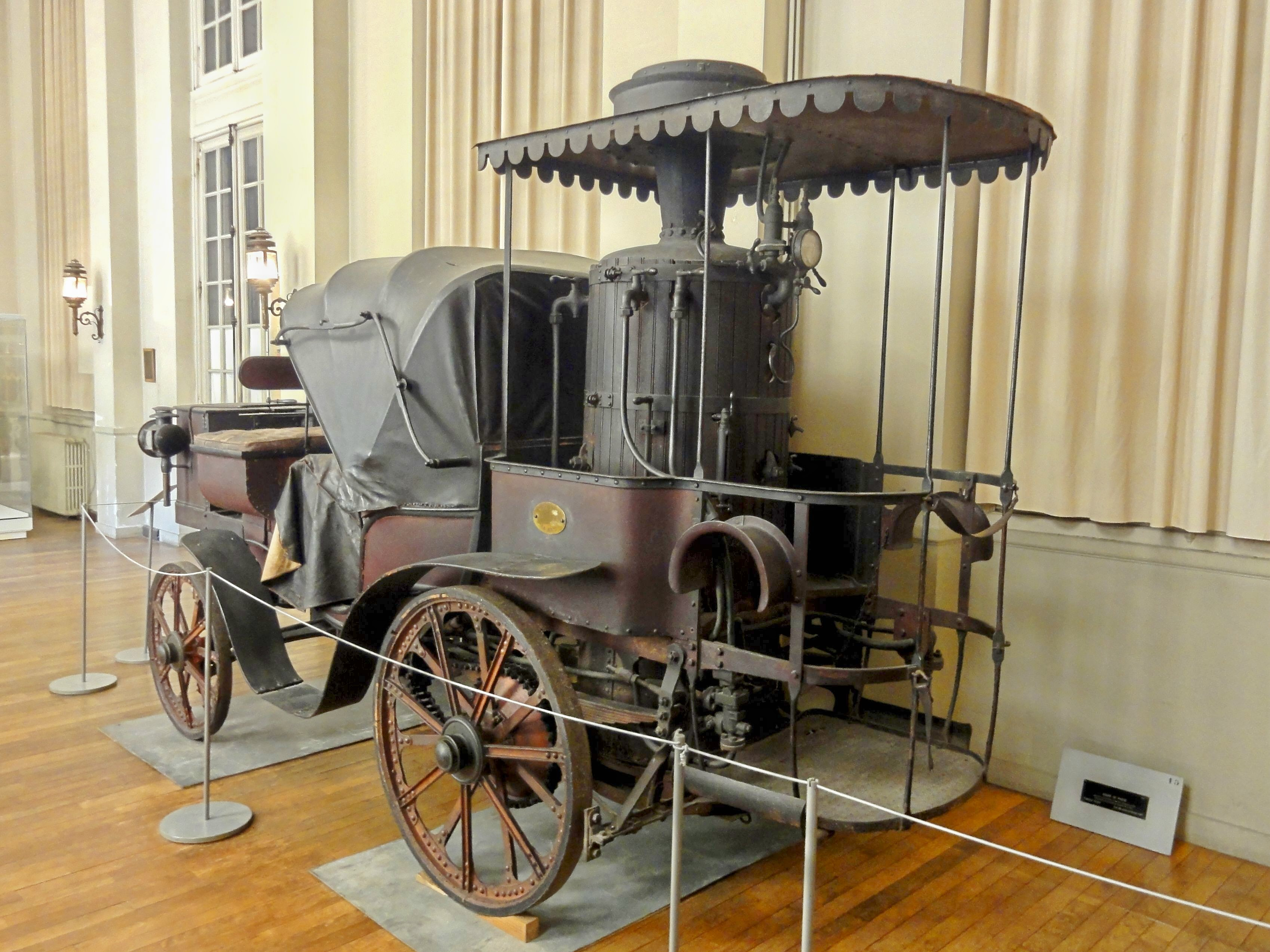
Blick von schräg hinten auf den Stand des Heizers. Die Passagiere sitzen mittig unter dem Verdeck, das auch vor Funken und Kohlestaub schützen soll.

Die Wöhlert-Dampfdroschke war ein Lizenz-Nachbau der La Mancelle. Das Fahrzeug hatte einen mit Kohle befeuerten, stehenden Kessel mit einem Stand für den Heizer („Chauffeur“) im Heck. Die Maschine war, wahrscheinlich erstmals in der Geschichte des Automobils, vorne unter einer Haube untergebracht. Eine sehr moderne Lösung war die Kraftübertragung mittels Kardanwelle von der Maschine zum mittig angebrachten Differential. Von da wurde sie über zwei Ketten an die Hinterräder weitergegeben. Auch die Verwendung einer Kardanwelle ist wahrscheinlich die erste im Motorfahrzeugbau, die Anordnung nimmt das von Émile Levassor entwickelte „Système Panhard“ um über zehn Jahre vorweg. Die Droschke war durch deutsche Reichspatente geschützt. Die Achsfolge war 1’A n2t.
Bollée selbst baute rund 50 Exemplare seiner Mancelle, die daher als erstes Serienauto betrachtet werden kann. Das Fahrzeug war als Sechssitzer konzipiert und konnte mit einem offenen Aufbau als Kalesche oder halboffen als Postchaise bestellt werden; Letztere ähnelte einem Landaulet.
Einer Theorie zufolge können möglicherweise 16 bislang nicht mit Fahrzeugen belegte Fabriknummern (712 bis 727) solchen Wöhlert-Bollée-Dampfdroschken mit der genannten Achsfolge zugeordnet werden; dies gilt aber nicht als erwiesen.

#### Wöhlert-Bollée Zugmaschinen, Schlepper und Omnibusse
L’Élisabeth, fertiggestellt 1879, war ein Schwestermodell der Straßenlokomotive La Marie-Anne, die Bollée der französischen Armee als Artillerie-Zugmaschine angeboten hatte. Mit 100 PS hatte der Schlepper eine Dreiggangschaltung und war imstande, eine Anhängelast von 35 Tonnen über eine sechsprozentige Steigung zu ziehen. Die Konstruktion folgte jener der Mancelle, war aber deutlich massiver ausgelegt. Ein Tender transportierte einen Vorrat an Kohle und Wasser. Innovativ war die Möglichkeit, auch den Tender mittels einer zusätzlichen Kraftübertragung mit der Dampfmaschine anzutreiben.
Die französische Regierung zeigte keinerlei Interesse, obwohl der riesige, 20 Tonnen schwere Fahrzeugtyp seine Leistungsfähigkeit 1879 mit einer eindrücklichen Demonstration unter Beweis stellen konnte. Bollée und Le Cordier sahen sich nach dieser Zurückweisung in der Lage, das Fahrzeug in Deutschland sowohl für militärische wie zivile Zwecke anzubieten. Dass so kurze Zeit nach dem Ende des für Frankreich unvorteilhaft verlaufenen Krieges von 1870–1871 auch mit einer Version des Schleppers Versuche als Artilleriezugmaschine für die preußische Armee durchgeführt wurden, vermerkten Teile der französischen Presse allerdings sehr negativ und gegen Amédée Bollée erschienen polemische Artikel, die ihn sogar in die Nähe eines Vaterlandsverräters rückten. Ihm schadete die Kampagne und er zog sich darauf, auch aus finanziellen Erwägungen und unter dem Druck der Teilhaber innerhalb seiner Familie, ganz aus dem Automobilgeschäft zurück, das er seinem Sohn Amédée übergab.
La Marie-Anne war auf Bestellung gebaut worden, L’Élisabeth scheint ein Demonstrationsmodell gewesen zu sein.
Gelegentlich wird auch von einem Dampf-Omnibus berichtet, bei dem es sich um einen umgebauten Schlepper des Elisabeth-Typs gehandelt haben könnte. Dafür, dass es ihn tatsächlich gegeben hat, spricht die Beteiligung von Le Cordiers Société Fondatrice am Projekt; hier ging es ja gerade um den Aufbau von straßenabhängigen Fernverbindungen.

#### Das Ende der Dampfwagenentwicklung

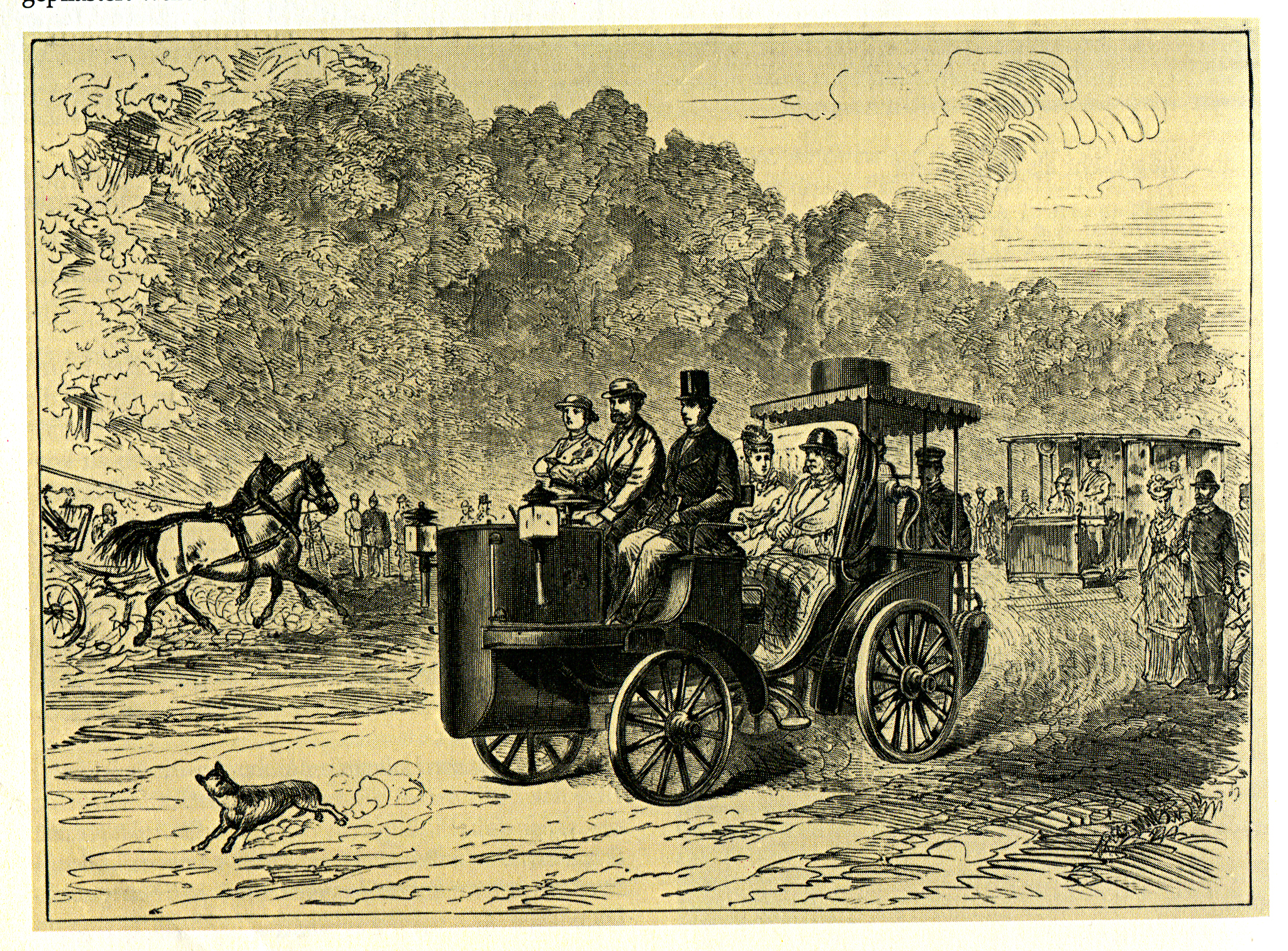
Ein Dampf-Omnibus in Charlottenburg (1880), mit hoher Wahrscheinlichkeit eines der von Wöhlert gebauten Fahrzeuge.

Für das Unternehmen war es bei diesen neuen Entwicklungen stets darum gegangen, möglichst schnell marktfähige Produkte zu entwickeln, um die finanzielle Situation zu stabilisieren. Als die Berliner Straßenpolizei schließlich die weitere Erprobung der nahezu serienreifen Konstruktionen untersagte, weil die fast 5 Tonnen schweren Schlepper das Pflaster beschädigten und „benachteiligende[r] Eingriffe in die Ordnung des allgemeinen Verkehrs“ nach sich zogen, bedeutete dies das Ende des gesamten Projekts, also auch der etwa halb so schweren Dampfdroschken.
Le Cordier und die Centrale Dampfwagengesellschaft waren daraufhin gezwungen, Insolvenz anzumelden. Mangels Aktiven mussten sowohl Wöhlert wie auch Bollée große Verluste hinnehmen.

### Elbinger Waggonfabrik
Trotz – oder eher: wegen der finanziellen Probleme investierte Wöhlert ebenfalls 1880 in den Kauf von Produktionsanlagen der ehemaligen Waggonfabrik Elbinger Actien-Gesellschaft für Fabrication von Eisenbahn-Material in Elbing (Ostpreußen). Wie die Dampfwagen-Experimente, so ist auch diese Akquisition vor dem Hintergrund der Diversifizierung zu sehen, waren Waggons doch gefragt und Wöhlert mit seinen Rädern und Fahrgestellen bereits ein namhafter Komponentenhersteller.
Die Elbinger Waggonfabrik wurde in den 1860er Jahren als Hambruch, Vollbaum & Companie gegründet und seit 1871 von Paul Liebert (1846–1909) geleitet. Sie wurde kurz darauf vom bereits genannten Bethel Henry Strousberg übernommen. In der Folge der Gründerkrise 1873 und Strousbergs Sturz und Inhaftierung in Russland wurde sein Imperium aufgelöst. Wöhlert erwarb nicht das in Liquidation stehende Unternehmen, sondern nur die Fabrik in Elbing. Nach Wöhlerts Untergang gelangten diese Anlagen nach einer wechselvollen Geschichte zum ABB-Konzern.

### Auflösung
Nach dem obrigkeitlich verordneten Fehlschlag mit den Dampfautomobilen versuchten Wöhlerts Besitzer Ende 1882 mit der Ausgabe von „Prioritäts-Actien“ erneut, Investoren zu interessieren und Kapital zu gewinnen. Dies scheiterte und so kam es am 25. Juni 1883 zur Auflösung der F. Wöhlert’schen Maschinenbau-Anstalt und Eisengiesserei AG per Beschluss der Aktionärsversammlung. Die Waggonbauanlagen in Elbing wurden noch im gleichen Jahr von den Schichau-Werken in Elbing übernommen. So konnte wenigstens ein Insolvenzverfahren vermieden werden.

## Produktionszahlen von Lokomotiven
Die genannten Produktionszahlen gehen von ca. 770, 772 resp. 773 aus, wobei sich die letzte Zahl aus den vergebenen Fabriknummern ergibt. Gemäß der gleichen Quelle wurden 1870 zwei Nummern für „Dampftriebgestelle“ vergeben; diese bilden jedoch gemeinsam eine Lokomotive.